# Marnie McBean
Marnie Elizabeth McBean, OC MSM, kanadska veslačica, *28. januar 1968, Vancouver, Britanska Kolumbija, Kanada.
Z dolgoletno soveslačico, Kathleen Heddle, sta postali prvi Kanadčanki, ki sta osvojili tri zlate olimpijske medalje. Poleg nastopov na Olimpijskih igrah 1992 in 1996, se je McBeanova kvalificirala tudi za nastop na poletnih OI 2000 v Sydneyju, kjer naj bi nastopila v enojcu. Kmalu po prihodu na prizorišče pa se je poškodovala in je morala svoj nastop odpovedati. Kasneje je bila operirana na hrbtenici, po operaciji pa se je športno upokojila. 
Leta 1997 je bila sprejeta v Kanadski športni hram slavnih. Mednarodna veslaška zveza ji je leta 2002 podelila tudi Medaljo Thomasa Kellerja za izjemno kariero na področju veslaštva.